# Exposé (grupo)
Exposé é um girl group estadunidense de freestyle, formado em 1984 em Miami, Flórida. O grupo consistia principalmente em três integrantes: Jeanette Jurado, Ann Curless e Gioia Bruno, que alcançaram muito de seu sucesso entre 1984 e 1993. Elas se tornaram o primeiro grupo a atingir quatro entradas nos dez primeiros lugares da parada Billboard Hot 100 desde seu álbum de estreia, incluindo seu single "Seasons Change" que foi primeiro lugar. Com sete sucessos consecutivos, o Exposé é o grupo exclusivamente feminino com mais singles entre os dez primeiros lugares da Billboard Hot 100, atrás apenas das The Supremes com nove. Em março de 2015, a revista Billboard nomeou-as como o oitavo grupo feminino de maior sucesso de todos os tempos, com base em suas paradas. Elas fizeram turnês e gravaram músicas ativamente de 1984 a 1995, depois se aposentaram das gravações e apresentações públicas por oito anos até 2003.

## Discografia

### Álbuns de estúdio
| 1987                                               | Exposure - Lançado: 2 de Fevereiro de 1987 - Gravadora: Arista Records         | 61 | 16  | —  | - E.U.A.: 2× Platina - CAN: Ouro |
| 1989                                               | What You Don't Know - Lançado: 13 de Junho de 1989 - Gravadora: Arista Records | 66 | 33  | 62 | - E.U.A.: Ouro                   |
| 1992                                               | Exposé - Lançado: 9 de Outubro de 1992 - Gravadora: Arista Records             | —  | 135 | —  | - E.U.A.: Ouro                   |
| "—" denota um lançamento que não entrou na parada. |                                                                                |    |     |    |                                  |